# كوالكوم سناب دراجون 865
هو معالج من إنتاج شركة كولكوم وجاء بعد شقيقه السابق كولكوم سناب دراجون 855 واستخدم في العديد من الهواتف المتوسطة والرائدة تبدأ اسعار الهواتف التي تعمل عليه بسعر 400 دولار أمريكي وتنتهي عند 1400 دولار أمريكي

## هواتف بمعالج سناب دراجون 865
تبدأ اسعار هذهِ الهواتف من 400 دولار أمريكي وتنتهي عند 1000 دولار أمريكي أو على حسب مواصفات الهاتف وحالتهُ:
- Xiaomi Mi 10 T (445 دولار أمريكي)
- OnePlus 8 Pro (750 دولار أمريكي)
- Oppo Find X2 (940 دولار أمريكي)
- Realme X50 Pro (530 دولار أمريكي)
- Poco F2 Pro (540 دولار أمريكي)
- Redmi K30 (425 دولار أمريكي)
- Samsung Galaxy S20 FE 5G (927 دولار أمريكي)

## مميزات
== عيوب == ترتيب الأنوية في المعالج غير منضنة بشكل جيد مايجعل الارتكاز في الأداء العالي على نواة واحدة

## الترددات
نواة واحدة من نوع Cortex A77 بتردد 2.84 جيجاهرتز للاداء
ثلاث أداء المعالج المركزي وإن كان جيدا لكنه يتأخر كثيرا عن معالجات بعض المنافسين.نوية من نوع Cortex A77 بتردد 2.42 جيجاهرتز للاداء
أربع أنوية من نوع Cortex A55 بتردد 1.8 جيجاهرتز لتوفير الطاقة